# Go Marko Go!
Go Marko Go! er et studiealbum udgivet af det serbiske roma Balkan brassband Boban Marković Orkestar. Albummet er indspillet i 2007 i Studio Minacord i Beograd i Serbien. Producere er Boban Marković og Marko Marković. Albummet blev udgivet på Piranha Musik.

## Sporliste
| Nr.           | Titel                                                      | Længde |
| ------------- | ---------------------------------------------------------- | ------ |
| 1.            | "Rromano bijav [Romany wedding]"                           | 3:26   |
| 2.            | "Pijem (Me mangava) [I'm drinking]"                        | 4:25   |
| 3.            | "Şina Nari"                                                | 3:12   |
| 4.            | "Evo je mlada! [Here comes the bride]"                     | 4:15   |
| 5.            | "Çiğ [Avalanche]"                                          | 3:36   |
| 6.            | "Džumbus Funk"                                             | 3:52   |
| 7.            | "Latino Čoček"                                             | 4:01   |
| 8.            | "Bori"                                                     | 3:38   |
| 9.            | "Atlantis"                                                 | 2:51   |
| 10.           | "Dunje"                                                    | 3:30   |
| 11.           | "Go Marko Go!"                                             | 3:41   |
| 12.           | "Igraj devojko [Dance, girl, dance]"                       | 2:56   |
| 13.           | "Bonus: Bubamara / Ne kuni me / Kalasnijikov"              | 6:51   |
| 14.           | "Bonus video: Trailer fra filmen "Guča – Distant trumpet"" | 2:56   |
| Total længde: | Total længde:                                              | 53:10  |